# 张冬莲
张冬莲（1982年10月11日—），江西景德镇市人，中国国家射击队成员。

## 战绩
1995年，张冬莲进入景德镇市体育学校参加射击试训。1998年，进入江西省射击队进行专业训练，师从张开岩，获得了十运会女子双向飞碟75靶个人第七名。2006年第49届世界射击锦标赛国内选拔赛第二名，并进入国家队集训队。2006年多哈亚运会上，张冬莲首次参加，与队友魏宁、於秀敏一道获得女子双向飞碟项目的团体金牌。2018年，代表中国队出征雅加达亚运会。
2019年3月，墨西哥射击世界杯女子飞碟双向中获得个人第三名（资格赛119中、决赛43中）。2021年3月，队内选拔获得奥运会入场券。同年7月，入选2020年夏季奥林匹克运动会中国代表团，参加东京奥运会女子定向飞靶比赛，预赛以116环位列17名无缘决赛。